# Övre Flåsjön
Övre Flåsjön är en sjö i Bodens kommun i Norrbotten och ingår i Råneälvens huvudavrinningsområde. Sjön har en area på 1,66 kvadratkilometer och ligger 68 meter över havet. Övre Flåsjön ligger i Råneälven Natura 2000-område. Sjön avvattnas av vattendraget Flåsjöbäcken.

## Delavrinningsområde
Övre Flåsjön ingår i det delavrinningsområde (735197-175808) som SMHI kallar för Utloppet av Övre Flåsjön. Medelhöjden är 103 meter över havet och ytan är 13,01 kvadratkilometer. Det finns inga avrinningsområden uppströms utan avrinningsområdet är högsta punkten. Flåsjöbäcken som avvattnar avrinningsområdet har biflödesordning 3, vilket innebär att vattnet flödar genom totalt 3 vattendrag innan det når havet efter 60 kilometer. Avrinningsområdet består mestadels av skog (74 procent). Avrinningsområdet har 1,72 kvadratkilometer vattenytor vilket ger det en sjöprocent på 13,2 procent.